# イクチオルニス類
イクチオルニス類（イクチオルニスるい、学名 : Ichthyornithes）は、現生鳥類の共通祖先に非常に近い関係にあり、絶滅した歯のある鳥群の一群である。これらは北アメリカの後期白亜紀で発見された化石から知られているが、命名できるほど完全な化石が保存されているのはイクチオルニスとヤンアヴィスだけである。イクチオルニス類は、エナンティオルニス類、他のすべての非鳥類型恐竜、および他の多くの動物や植物のグループと共に、白亜紀と古第三紀の境界に絶滅した。

## 起源と進化
最古のイクチオルニス類は、約9500万年前の後期白亜紀のセノマニアンの化石記録である。断片的な化石基づけば、アッシュビル層から産出した2つの既知の未命名の種は、全体的にはイクチオルニス・ディスパル（Ichthyornis  dispar）に非常によく似ていた。ディスパル自体は非常に長い時間範囲に渡って存在し、そのディスパルに関連する標本または非常によく類似した種は（平均成体サイズの変動を除いて）、ディスパルに近縁な種が消滅し、他の魚類鳥類の種に取って代わられた 1000万年近く比較的変化することなく存在していた。イクチオルニス類は後期白亜紀のほぼ全期間に渡り、その全体的な大きさや解剖学的構造がほとんど変化せずに存在していたように見えるという事実は、ヘスペロルニス類のような近縁の同時代の他の鳥類と比較し、その進化のペースが相対的に停滞していたことを示唆している。イクチオルニス類とヘスペロルニス類の両者とも、白亜紀の大部分に渡って北アメリカを二分していた西部内陸海路の生態系と強く結びついていた。飛翔できないヘスペロルニス類は、その時代の海岸線や海面の変化に非常に敏感で、より特殊な形態へと進化し適応していったのに対し、飛翔可能なアジサシのような鳥類は、特定の海岸や海面条件にそれほど依存せず、基本的に同じ生態学的地位に非常に長い間生息することができた可能性がある。イクチオルニス類の系統は、中生代末期に多くの主要な陸上動物および海洋動物群の絶滅を引き起こした白亜紀と古第三紀の間の大量絶滅で絶滅した。最後のイクチオルニス類の化石は、K-Pg境界に非常に近い（少なくとも30万年以内）ヘルクリーク層で発見され、6600万年前のものと推定されている。
プロトドントプテリクスに関する研究では、イクチオルニス類とペラゴルニス科の顎の構造の間にいくつかの "驚くべき" 類似点があることが指摘されている。この研究では、いくつかの頭蓋骨後部の特徴に基づきペラゴルニス科を依然として新顎類に分類し、キジカモ類及び新鳥類と共に多分岐として復元しているが、この関連性は調査する価値があること、及びペラゴルニス科の口蓋は不明であることを指摘している。
イクチオルニスのエンドキャストに関する研究により、現代の鳥類と比較すると、始祖鳥や他の非鳥類型獣脚類と似た、比較的 "原始的な" 脳を持っていたことが明らかになった。逆に、イクチオルニスの口蓋は、現代の新顎類と著しく近似していた。

## 分類
イクチオルニス類は現生鳥類の祖先である鳥綱のクラウングループに近いが、歯のある海鳥のような動物の独立した系統を代表する。断片的な化石から知られアンビオルトゥス、アパトルニス、イアセオルニス、グイルダヴィスなど、白亜紀に生息していた類似の種がいくつか、このグループの名の由来となったイクチオルニスに加えイクチオルニス類に属していたと長い間考えられていきた。しかし、これらはイクチオルニス・ディスパルよりも現代の鳥類に近い関係にあった。Julia Clarke による2004年のイクチオルニス類化石のレビューでは、旧 Ichthyornithiformes 目とイクチオルニス科（Ichthyornithidae）はイクチオルニス類のシノニムと見做され、その論文では系統分類学に従ってイクチオルニス類はイクチオルニス類と現代の鳥類の最も最近の共通祖先のすべての子孫と定義された。ヤンアヴィス・フィナリデンス（Janavis finalidens）の記載は、イクチオルニスの最初の記載以来命名されたイクチオルニスの近縁種として初めてよく理解されたものであり、その結果、イクチオルニスその近縁種を含む Ichthyornithes という名が復活した。Benito らは2022年に、PhyloCode において、イクチオルニス類を、イクチオルニス・ディスパルを含むがヘスペロルニス・レガリスとコンドルは含まない最大の系統群として定義した。

### 種
北アメリカ産のイクチオルニス・ディスパルとベルギー産の ヤンアヴィス・フィナリデンスは、現在、特徴的な化石証拠によって十分に裏付けられ、学名が付けられている唯一の有効なイクチオルニス類の種である。しかし、他のイクチオルニス類の種の孤立した化石も特定されている。例えば、モンタナ州ヘルクリーク層、ワイオミング州ランス層、サスカチュワン州フレンチマン層で発見された3つの孤立した肩骨標本（RSM P2992.1、UCMP 187207、AMNH 22002）は、すべて、6600万年前の白亜紀と古第三紀の間の大量絶滅から30万年以内のマーストリヒチアン末期に北アメリカのこの地域に生息していた、イクチオルニス類に似た鳥類の単一種に属することが確認されている。イクチオルニスに似た別の未命名の種は、アルバータ州のカンパニアンの岩石から発見された孤立した化石から知られている。サスカチュワン州キャロットリバー付近のセノマニアンのアッシュビル層からは、肩の骨の化石のみが残っている2種が知られている。当初はイクチオルニスの種であると考えられていたが、おそらく1属以上の新属を表している。ロシアからは追加のイクチオルニス類の化石が発見されており、このグループはセノマニアンに北半球の大部分に生息していたことが示唆されている。

## 近縁関係
下のクラドグラムは、Michael Lee らによる 2014年の分析の結果であり、2012年の O’Connor と Zhou による以前の研究のデータを拡張したもので、イクチオルニスと他の鳥類との関係性を示している。分類群名は定義に基づき配置されている。
|  | †Hesperornithes                                                |
|  |                                                                |
|  | \| \| †Limenavis \| \| \| \| \| \| Aves (現生鳥類) \| \| \| \| |
|  |                                                                |
|  | †Limenavis                                                     |
|  |                                                                |
|  | Aves (現生鳥類)                                                |
|  |                                                                |

|  | †Limenavis      |
|  |                 |
|  | Aves (現生鳥類) |
|  |                 |

|  | †Hesperornithes                                                |
|  |                                                                |
|  | \| \| †Limenavis \| \| \| \| \| \| Aves (現生鳥類) \| \| \| \| |
|  |                                                                |
|  | †Limenavis                                                     |
|  |                                                                |
|  | Aves (現生鳥類)                                                |
|  |                                                                |

|  | †Limenavis      |
|  |                 |
|  | Aves (現生鳥類) |
|  |                 |